# Сегузино
Сегузино (итал. Segusino) — коммуна в Италии, располагается в провинции Тревизо области Венеция.
Население составляет 2020 человек, плотность населения составляет 110 чел./км². Занимает площадь 18 км². Почтовый индекс — 31040. Телефонный код — 0423.
Покровительницей коммуны почитается святая Лючия Сиракузская, празднование 13 декабря.